# Валькринген
Валькринген (нем. Walkringen) — коммуна в Швейцарии, в кантоне Берн.
Входит в состав округа Конольфинген. Население составляет 1865 человек (на 31 декабря 2006 года). Официальный код — 0626.
В окрестностях Валькрингена находится санаторий Рютигубельбад.